# Pfarrkirche Grafensulz

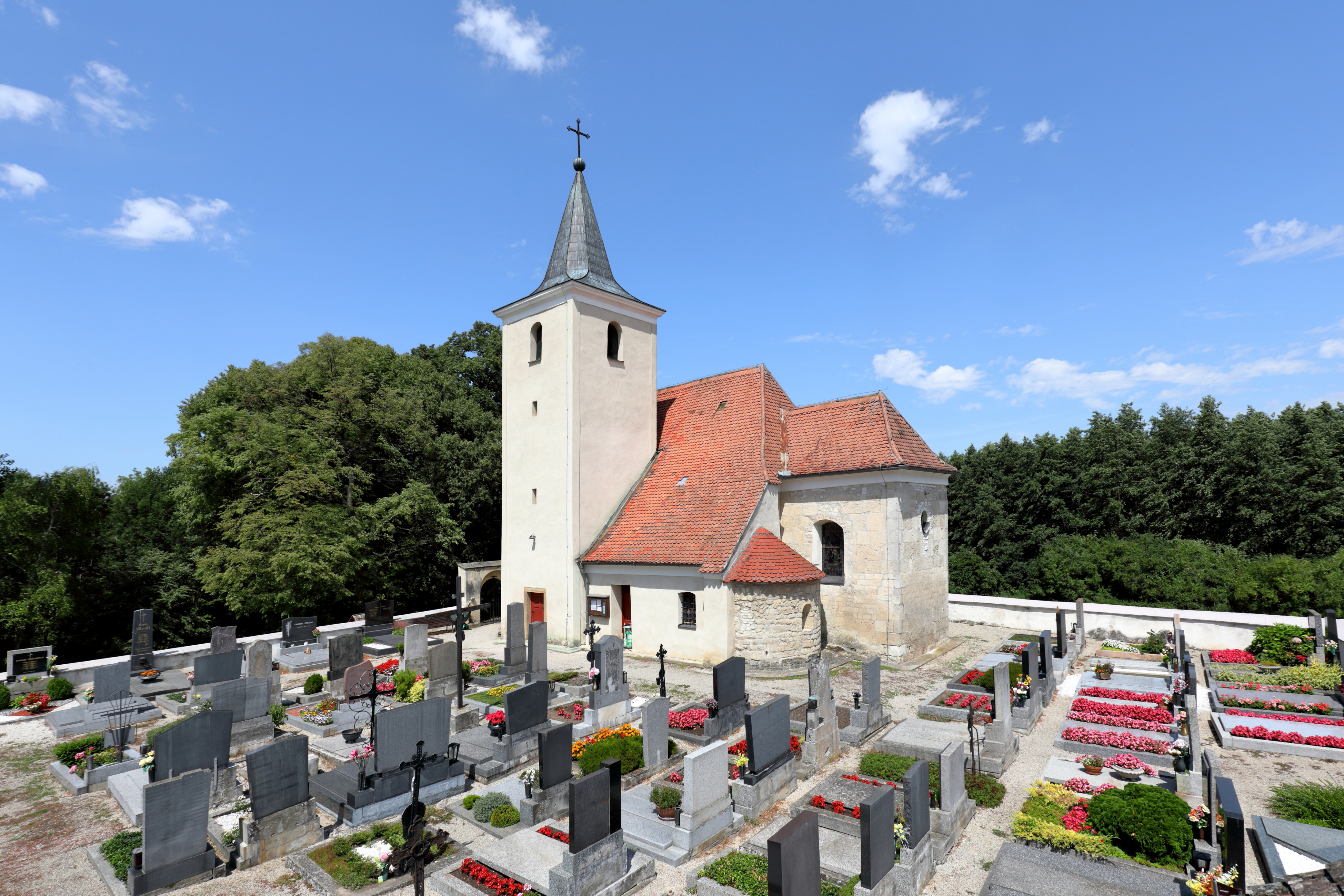
Katholische Pfarrkirche hl. Ägyd in Grafensulz

Die römisch-katholische Pfarrkirche Grafensulz steht im Ort Grafensulz in der Marktgemeinde Ladendorf in Niederösterreich. Die dem Patrozinium des hl. Ägyd unterstellte Pfarrkirche gehört zum Dekanat Laa-Gaubitsch im Vikariat Unter dem Manhartsberg der Erzdiözese Wien. Bis 1. September 2016 gehörte sie zum Dekanat Ernstbrunn. Die Kirche und der Friedhof stehen unter Denkmalschutz (Listeneintrag).

## Geschichte
Das Straßendorf Grafensulz liegt südlich der Leiserberge im sogenannten Leisergrund. Die Kirche wurde im 14. und 15. Jahrhundert als Lehenspfarre der Wallseer auf Asparn genannt. Urkundlich mit 1560 eine Pfarrkirche. Die Kirche ist dem Minoritenorden inkorporiert.

## Architektur
Die Pfarrkirche wurde erhöht außerhalb des Ortes erbaut und ist von einem Friedhof umgeben. Das anfangs spätromanische Langhaus mit einer Flachdecke mit einem eingezogenen quadratischen Chor als dem 13. Jahrhundert wurde im Westen um ein Langhausjoch erweitert.
Das Kirchenäußere zeigt sich ungegliedert und an den Ecken mit unverputztem romanischen Quaderwerk. Die Westfassade zeigt sich barock mit einem geschwungenen Giebel über einem Gesims. Der wuchtige Südturm steht mittig vor dem Langhaus, das Untergeschoß als Quaderbau, darüber mit Bruchsteinmauerwerk mit Rechteckfenster und rundbogigen Schallfenstern, hat ein achtseitiges Pyramidendach. Im Süden des Chores ist der ehemalige romanische Karner aus dem 12. Jahrhundert angebaut und mit einer Rundapsis erhalten und ist mit einem Sakristeianbau mit dem Turm verbunden.
Das Kircheninnere zeigt ein dreijochiges Langhaus unter Kreuzgewölben mit angeputzten Graten und in der Mitte mit einem stuckierten Vierpassspiegel und im Westen mit einer vorschwingenden Orgelempore. Der Triumphbogen ist eingezogen und rundbogig. Das erhöhte Chorquadrat hat ein spätromanisches Kreuzrippengewölbe mit einem Rosettenschlussstein und abgeschrägten Rippen auf runden Konsolsteinen. Das Turmerdgeschoß ist kreuzgratgewölbt. Der südliche Kapellenanbau und ehemalige Karner hat ein Kreuzgratgewölbe und eine Apsiskonche.

## Einrichtung
Der Hochaltar als barockes Säulenretabel aus der 1. Hälfte des 18. Jahrhunderts mit der Aufsatzgruppe Dreifaltigkeit zeigt das Altarbild Ägyd des Malers Bonifaz (1953). Der rechte Seitenaltar zeigt ein Ölbild Maria mit Kind aus der 2. Hälfte des 19. Jahrhunderts in einem spätbarocken Rahmen. Die Kanzel ist aus der 2. Hälfte des 18. Jahrhunderts. Ein Votivbild ist aus 1774.
Das Weihwasserbecken und der zehnseitige Taufstein sind aus rotem Marmor um 1500 mit Steinmetzzeichen. Die Orgel mit 6 Registern stammt aus 1842.